# Остаточний рахунок
«Остаточний рахунок» (англ. Final Score) — британський бойовик 2018 року з Дейвом Батістою у головній ролі.

## Короткий сюжет
Колишній американський військовий Майкл Нокс приїздить в Лондон провідати доньку свого загиблого підлеглого та переглянути з нею міжнародний кубковий футбольний матч. Але обставини змушують його стати до бою з сепаратистами з вигаданої російської республіки, які погрожують підірвати переповнений футбольний стадіон і вбити його протеже-підлітка, якщо потрібний їм невловимий глядач не буде переданий їм до кінця гри. 

## У ролях
| Актор           | Роль                   |
| --------------- | ---------------------- |
| Дейв Батіста    | Майкл Нокс             |
| Пірс Броснан    | Дмитро Бєлов           |
| Рей Стівенсон   | Аркадій Бєлов          |
| Лара Пік        | Денні                  |
| Аміт Шах        | Файзел Хан             |
| Александра Діну | Татьяна                |
| Ральф Браун     | головний командир Стід |
| Джуліан Ченг    | агент Чо               |

## Критика
Rotten Tomatoes дав оцінку 69 % на основі 36 відгуків від критиків і 37 % від більш ніж 250 верифікованих глядачів.